# Ушастый окунь
Ушастый окунь (лат. Centrarchus macropterus) — вид лучепёрых рыб из семейства центрарховых отряда окунеобразных, единственный представитель рода Centrarchus.
Населяет стоячие, болотистые водоёмы Северной Америки; от Техаса на юге до южного Иллинойса на севере, на востоке доходит до реки Потомак. 
Средний размер 10—20 см, некоторые взрослые особи достигают длины 30 см при максимальной массе 500—550 г. Тело округлое, сжато с боков. Окраска оливково-серая с зелёным оттенком и рядами бурых точек по телу. Плавники покрыты блестками и тёмными крапинками. Вымётывает до 500 икринок.